# Ndaba (Fluss)
Der Ndaba ist ein Fluss in der Westprovinz von Ruanda. Er fließt vom Sektor Mukura des Distrikts Rutsiro aus nach Südwesten. Direkt unterhalb der asphaltierten Nationalstraße 15 fließt er über den etwa 100 Meter hohen Ndaba-Felsen (Kinyarwanda Urutare rwa Ndaba, Lage), eine lokale Touristenattraktion. Von dort aus verläuft er weiterhin nach Südwesten, wo er innerhalb des Sektors Rubengera des Distrikts Karongi in den Musogoro mündet. Dieser verläuft nach Westen bis in den Kiwusee, der Teil des Flusssystems des Kongos ist.